# Leopold I. Štýrský

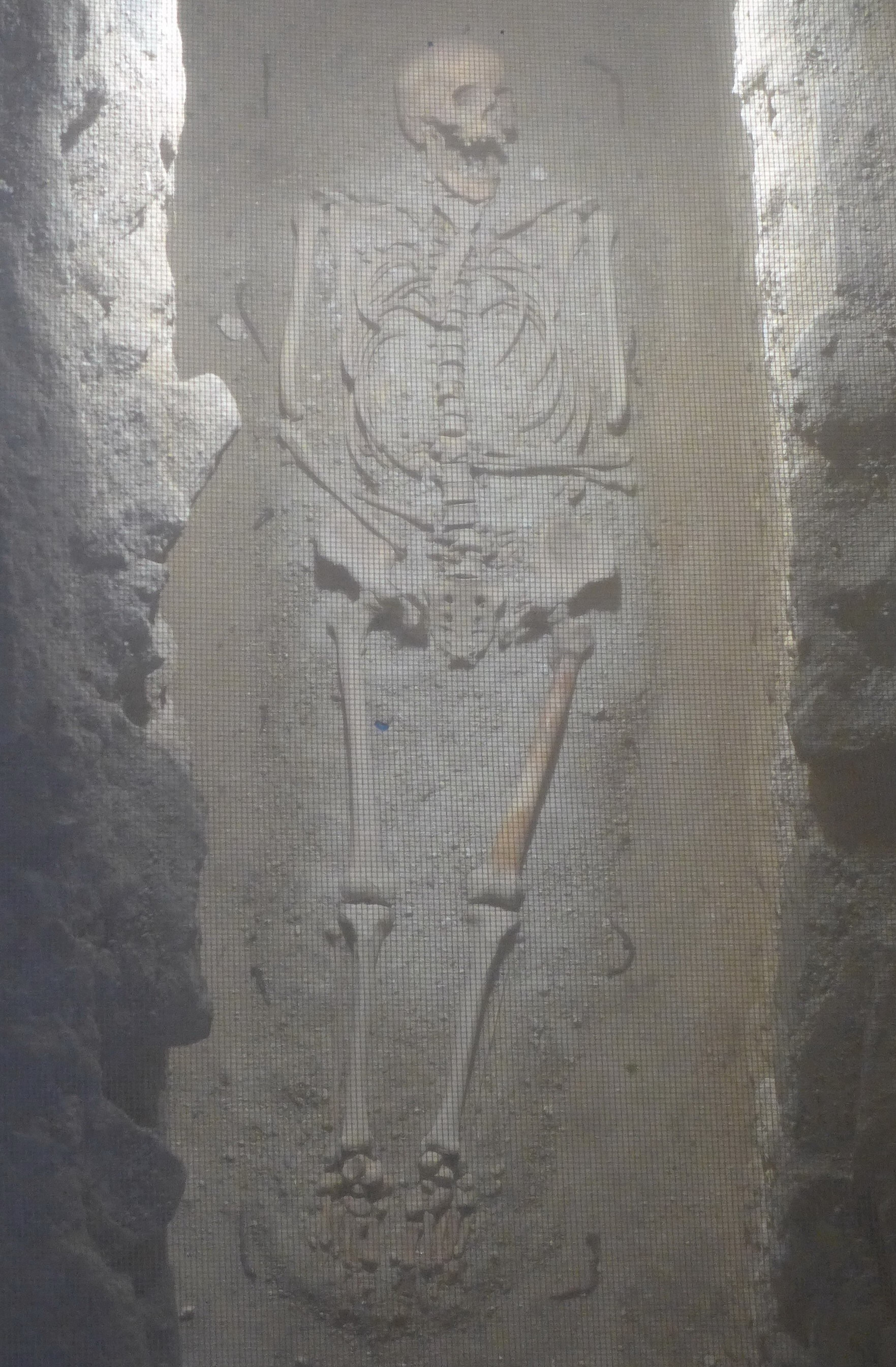
Hrob markraběte Leopolda I. (Klášter Rein)

Leopold I. Štýrský zvaný též Leopold Silný (něm. Liutpold der Tapfere; † 24. října 1129) byl štýrský markrabě a fojt kláštera sv. Lambrechta.

## Život
Narodil se jako syn markraběte Otakara II. a jeho druhé choti Alžběty, dcery rakouského markraběte Leopolda II. Po otcově smrti roku 1122 zdědil markrabství štýrské a téhož roku či roku následujícího se oženil se Žofií Bavorskou, vdovou po zavražděném Bertoldovi ze Zähringenu.
Roku 1129 založil v údolí řeky Mur cisterciácký klášter Rein, kde se roku 2006 nalezl jeho hrob. Zemřel náhle krátce po založení kláštera. Protože jeho syn Otakar byl nezletilý, stali se jeho poručníky strýc Bernard z Trixenu a vdova Žofie.